# Никола Бронзов
Никола Илиев Бронзов е български адвокат, журналист и политик от Националлибералната партия. Обвинител в Шести върховен състав на т.нар. Народен съд (1944 – 1945), кмет на София (март – октомври 1945), адвокат на Никола Петков (1947), лагерист в „Белене”.

## Биография
Никола Бронзов е роден на 25 ноември 1896 година. През 1923 година се включва в основаната от Никола Генадиев партия „Народно единство“, а след убийството на Генадиев обвинява за него националлибералите на Боян Смилов. През 1925 година „Народно единство“ се влива в Националлибералната партия.
По време на Втората световна война Бронзов се присъединява към доминирания от комунистите Отечествен фронт (ОФ).
След Деветосептемврийския преврат от 1944 година е обвинител в Шести върховен състав на т.нар. Народен съд (1944 – 1945). Това е първият и най-масов процес срещу интелектуалците, който показва, че болшевишката власт няма да допуска свобода на мисълта, словото и печата.
Назначен е от правителството на ОФ за кмет на София, като представител на БЗНС, и е на този пост от 22 март до 29 октомври 1945 година. По-късно преминава в опозиция и през 1947 година е един от защитниците на земеделския водач Никола Петков по време на политическия процес срещу него, довел до екзекуцията му.
По-късно е интерниран в лагера „Белене“. Според информация на бившия лагерист Куни Кунев Никола Бронзов почива там.
Никола Бронзов умира през 1952 година.